# Pakokku
Pakokku () – miasto w środkowej Mjanmie, w prowincji Magway, na Nizinie Irawadi, na prawym brzegu rzeki Irawadi. Około 158 tys. mieszkańców.
W mieście rozwinął się przemysł drzewny, spożywczy oraz jedwabniczy.